# WISE 0350-5658
WISE 0350-5658 är en ensam stjärna belägen i den norra delen av stjärnbilden Rombiska nätet. Den har en skenbar magnitud av ca 21,5 och kräver ett teleskop med kamera för att kunna observeras. Baserat på parallax på ca 176,4 mas, beräknas den befinna sig på ett avstånd på ca 18,5 ljusår (5,7 parsek) från solen, men dess trigonometriska parallax är beräknad till 0,184 ± 0,010 bågsekund, vilket motsvarar ett direkt avstånd på 5,4 parsek (17,7 jusåry).

## Observation
WISE 0350−5658 upptäcktes 2012 av J. Davy Kirkpatrick et al. från data som samlats in av Wide-field Infrared Survey Explorer (WISE) i infraröda bandet vid en våglängd av 40 cm, vars uppdrag varade från december 2009 till Februari 2011. År 2012 publicerade de en artikel i The Astrophysical Journal, där de presenterade upptäckten av sju nya bruna dvärgar av spektraltyp Y som hade hittats av WISE.

## Egenskaper
WISE 0350-5658 är en brun dvärgstjärna av spektralklass Y1. Den har en effektiv temperatur av ca 5 400 K.